# Australisch Formule 4-kampioenschap
Het CAMS Australische Formule 4-kampioenschap is het nationale Formule 4-kampioenschap van Australië, opgericht in 2015. Het is het eerste Formule 4-kampioenschap dat werd aangekondigd in november 2013.
De Formule 4 is opgericht door de FIA in maart 2013 voor jonge coureurs die vanuit het karting willen overstappen naar formulewagens, maar andere klassen zoals de Formule Renault 2.0 en de Formule 3 niet kunnen betalen. Het kampioenschap wordt georganiseerd door de Australische nationale autosportbond Confederation of Australian Motor Sport (CAMS). In november 2013 werd het Australische kampioenschap de eerste Formule 4-klasse die werd aangekondigd, gevolgd door de officiële lancering op 17 september 2014. De klasse rijdt zeven raceweekenden in het voorprogramma van de V8 Supercars.
De oprichting van de klasse zorgde voor veel controversie, aangezien het de Formule 4 wilde promoten in plaats van de al bestaande Australische Formule Ford. Mede hierdoor werd de Formule 4 een officieel 'Championship', terwijl de Formule Ford werd gedegradeerd naar de 'Series'-status. Er waren verschillende argumenten tegen de komst van de Formule 4. Zo was het kampioenschap een directe concurrent van de Formule Ford, terwijl dat kampioenschap was georganiseerd door een vereniging die is aangesloten bij de CAMS. Daarnaast had het met 1 miljoen Australische dollar hoge kosten voor een nog onbewezen categorie. Ook werd gedacht dat het kampioenschap de Australische Formule Ford, en zelfs de Australische Formule 3 wilde termineren. Tot slot zou één kampioenschap niet over een andere moeten worden verkozen.
Het kampioenschap werd tussen 2020 en 2023 niet gehouden. In het seizoen 2024 werd Top Speed als nieuwe organisator van de klasse aangewezen.

## Auto
De auto's werden geleverd door Mygale, terwijl Ford de motoren leverde. Bij de heroprichting in 2024 werden de auto's door Tatuus en de motoren door Abarth geleverd.
- Chassis: Koolstofvezel, monocoque.
- Motor: Ford (Ford EcoBoost-gemerkt), inline 4, 1600cc, 160 pk, getuned door Sodemo.
- Banden: Hankook.
- Nokken: Bovenliggende nokkenas.
- Engine control unit: Life Racing F88GDI4, paddle shift control, GPS track mapping, functioneert als complete data acquisitie systeem.
- Transmissie: Sequential Sadev, zes versnellingen.

## Resultaten
| Seizoen | Kampioen      | Tweede        | Derde           |
| ------- | ------------- | ------------- | --------------- |
| 2024    | James Piszcyk | n.n.b.        | n.n.b.          |
| 2019    | Luis Leeds    | Lochie Hughes | Ryan Suhle      |
| 2018    | Jayden Ojeda  | Ryan Suhle    | Aaron Love      |
| 2017    | Nick Rowe     | Liam Lawson   | Cameron Shields |
| 2016    | William Brown | Nick Rowe     | Jordan Love     |
| 2015    | Jordan Lloyd  | Thomas Randle | William Brown   |